# Portrait de Christine de Danemark
Le Portrait de Christine de Danemark est un tableau réalisé en 1538 par le peintre bâlois d'origine allemande Hans Holbein le Jeune. De format vertical, cette huile sur bois est le portrait en pied d'une fille de Christian II exécuté à la demande d'Henri VIII, alors à la recherche d'une nouvelle épouse, après la mort de Jeanne Seymour. Jeune veuve de seize ans, Christine de Danemark figure devant un fond bleu-vert vêtue d'une robe noire bordée de fourrure, ses gants clairs à la main. Elle n'a posé que pendant quelques heures en mars à Bruxelles. Acquise via l'Art Fund en 1909, l'œuvre est conservée à la National Gallery, à Londres, au Royaume-Uni.